# Hidekata Mizuno
Hidekata Mizuno (Hongo, 1875-1944) de nombre Kaya Ichikawa al nacer, fue una artista de ukiyo-e de las eras Meiji a Showa.

## Biografía
Nacida en el seno de la familia de un sirviente del shogunato feudal de la era Meiji en Hongo Morikawa-chō, su verdadero apellido era Ichikawa.
Cambió su nombre por Hidekata y empezó a exponer sus obras en exhibiciones oficiales a partir de 1900 y recibió menciones de honor en algunas de ellas por sus escenas de bijin como en 1902 que expuso su obra "Bijin" en la Exhibición unificada de la Asociación Japonesa de pintura y el Instituto de Arte Japonés por la que recibió una mención de honor de primer nivel.
Discípula de Toshikata Mizuno con el que se casó en 1905 y del que tomó el apellido Mizuno.
Bajo el nombre de Hidekata Ichikawa, dibujó una ilustración titulada 'Oh Sojisan' para "Yonen Gaho" Vol. 2, No. 16, publicado por Hakubunkan en diciembre de 1907.
Se convirtió en la líder de los discípulos de Toshikata y dirigió la escuela incluso después de la muerte de su esposo. Se dedicó profesionalmente a la creación y fue especialmente conocida por sus kuchi-e, ilustraciones que parecían en las portadas de las revistas como Shojo Sekai o Jogaku Sekai, publicaciones orientadas al público femenino. Su obra también engrosó las conocidas como "tarjetas de artista", postales ilustradas que se diferenciaban de las postales fotográficas de la época por su creatividad frente a la función documental de las segundas.
Falleció en 1944 a la edad de 70 años.

## Obras

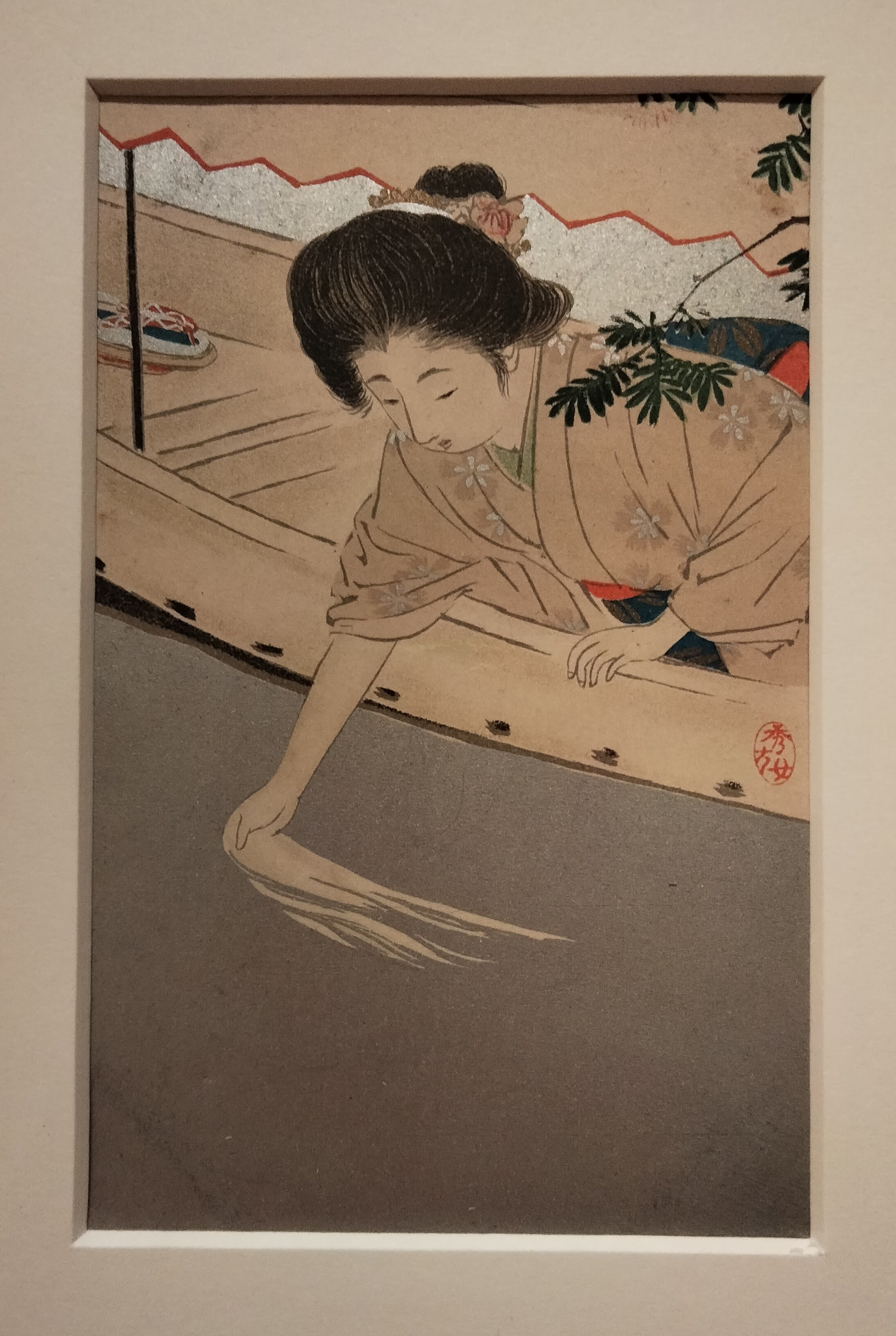
'Postal sin título' 1905-1908. Copia fotomecánica.

Pertenecen al período de la pintura que se desarrolla desde finales del período Meiji hasta el período Showa.
- "Flor de boj" Color sobre seda　Fukutomi Taro Collection Reference Room Meiji 30's[7]
- "Flores familiares" 12 piezas de Nishiki- e, Meiji 40[7]
- "El Camino Negro" pintura sobre seda de biombo[3]
- Postal sin Título (ukiyo-e 1905-1908)[1]
- "Oh Sojisan" Ilustración para "Yonen Gaho" Vol. 2, No. 16 (1907)[5]